# 양인자
양인자(梁仁子, 1945년 10월 21일(음력 9월 16일) ~ )는 대한민국의 여성 소설가, 극작가, 작사가, 각본가이다.

## 학력
- 부산여자고등학교 졸업
- 서라벌예술대학교 문예창작학과 학사

## 생애
함경북도 라진에서 출생하였으며 지난날 한때 평안남도 평양에서 잠시 유아기를 보낸 적이 있고 그 후 1948년 2월에 미 군정 조선 서울로 이주하여 서울에서 성장한 그녀의 본관은 남원(南原)이다.
1967년부터 문학가 활동을 시작하였으며 나중에는 대중음악 작사가와 영화 시나리오 각본가로도 그 활동 영역의 폭을 넓혔다.

## 작품 활동

### 저서
- 1970 《돌아온 미소》
- 1970 《네가 잊었던 강가의 새벽》

## 가족 관계
배우자는 기타 연주자 겸 작곡가 김희갑(金熙甲)이다.